# Кубок УЄФА 1982—1983
Кубок УЄФА 1982—1983 — дванадцятий розіграш Кубка УЄФА, у якому у двоматчевому фіналі перемогу здобув бельгійський клуб «Андерлехт», здолавши португальську команду «Бенфіка» із загальним рахунком 2-1.

## Перший раунд
| Команда 1              | Заг.    | Команда 2            | 1-й матч       | 2-й матч           |
| ---------------------- | ------- | -------------------- | -------------- | ------------------ |
| Кайзерслаутерн         | 6–0     | Трабзонспор          | 3–0 (Протокол) | 3–0 (Протокол)     |
| Рома                   | 4–3     | Іпсвіч Таун          | 3–0 (Протокол) | 1–3 (Протокол)     |
| АЕК                    | 0–6     | Кельн                | 0–1 (Протокол) | 0–5 (Протокол)     |
| Сент-Етьєн             | 4–1     | Татабанья            | 4–1 (Протокол) | 0–0 (Протокол)     |
| Боруссія (Дортмунд)    | 0–2     | Рейнджерс            | 0–0 (Протокол) | 0–2 (Протокол)     |
| Данді Юнайтед          | 3–1     | ПСВ                  | 1–1 (Протокол) | 2–0 (Протокол)     |
| Утрехт                 | 0–3     | Порту                | 0–1 (Протокол) | 0–2 (Протокол)     |
| Богеміанс              | 7–1     | Адміра Ваккер        | 5–0 (Протокол) | 2–1 (Протокол)     |
| Карл Цейс              | 3–6     | Бордо                | 3–1 (Протокол) | 0–5 (Протокол)     |
| Динамо (Тбілісі)       | 2–2 (ч) | Наполі               | 2–1 (Протокол) | 0–1 (Протокол)     |
| Прогрес (Нідеркорн)    | 0–4     | Серветт              | 0–1 (Протокол) | 0–3 (Протокол)     |
| Спартак (Москва)       | 8–4     | Арсенал              | 3–2 (Протокол) | 5–2 (Протокол)     |
| Університатя (Крайова) | 3–2     | Фіорентина           | 3–1 (Протокол) | 0–1 (Протокол)     |
| Форвартс (Франкфурт)   | 3–3 (ч) | Вердер               | 1–3 (Протокол) | 2–0 (Протокол)     |
| Ференцварош            | 3–2     | Атлетік              | 2–1 (Протокол) | 1–1 (Протокол)     |
| Гленторан              | 1–4     | Банік (Острава)      | 1–3 (Протокол) | 0–1 (Протокол)     |
| Грацер                 | 1–4     | Корвінул (Хунедоара) | 1–1 (Протокол) | 0–3 (Протокол)     |
| Гарлем                 | 5–4     | Гент                 | 2–1 (Протокол) | 3–3 (Протокол)     |
| Фрам                   | 0–7     | Шемрок Роверс        | 0–3 (Протокол) | 0–4 (Протокол)     |
| Люнгбю                 | 3–4     | Браге                | 1–2 (Протокол) | 2–2 (Протокол)     |
| Манчестер Юнайтед      | 1–2     | Валенсія             | 0–0 (Протокол) | 1–2 (Протокол)     |
| ПАОК                   | 2–2 (ч) | Сошо                 | 1–0 (Протокол) | 1–2(дч) (Протокол) |
| Пезопорікос            | 2–3     | Цюрих                | 2–2 (Протокол) | 0–1 (Протокол)     |
| Славія (Софія)         | 4–6     | Сараєво              | 2–2 (Протокол) | 2–4 (Протокол)     |
| Андерлехт              | 6–1     | Куопіо               | 3–0 (Протокол) | 3–1 (Протокол)     |
| Севілья                | 6–1     | Левскі               | 3–1 (Протокол) | 3–0 (Протокол)     |
| Бенфіка                | 4–2     | Реал Бетіс           | 2–1 (Протокол) | 2–1 (Протокол)     |
| Шльонськ               | 3–2     | Динамо (Москва)      | 2–2 (Протокол) | 1–0 (Протокол)     |
| Саутгемптон            | 2–2 (ч) | Норрчепінг           | 2–2 (Протокол) | 0–0 (Протокол)     |
| Сталь (Мелець)         | 1–1 (ч) | Локерен              | 1–1 (Протокол) | 0–0 (Протокол)     |
| Вікінг                 | 3–3 (ч) | Локомотив (Лейпциг)  | 1–0 (Протокол) | 2–3 (Протокол)     |
| Зуррік                 | 1–8     | Хайдук (Спліт)       | 1–4 (Протокол) | 0–4 (Протокол)     |

## Другий раунд
| Команда 1            | Заг.           | Команда 2              | 1-й матч       | 2-й матч       |
| -------------------- | -------------- | ---------------------- | -------------- | -------------- |
| Рома                 | 1–1 (пен. 4–2) | Норрчепінг             | 1–0 (Протокол) | 0–1 (Протокол) |
| Сент-Етьєн           | 0–4            | Богеміанс              | 0–0 (Протокол) | 0–4 (Протокол) |
| Корвінул (Хунедоара) | 4–8            | Сараєво                | 4–4 (Протокол) | 0–4 (Протокол) |
| Спартак (Москва)     | 5–1            | Гарлем                 | 2–0 (Протокол) | 3–1 (Протокол) |
| Ференцварош          | 1–2            | Цюрих                  | 1–1 (Протокол) | 0–1 (Протокол) |
| Хайдук (Спліт)       | 4–5            | Бордо                  | 4–1 (Протокол) | 0–4 (Протокол) |
| Наполі               | 1–4            | Кайзерслаутерн         | 1–2 (Протокол) | 0–2 (Протокол) |
| ПАОК                 | 2–4            | Севілья                | 2–0 (Протокол) | 0–4 (Протокол) |
| Андерлехт            | 6–3            | Порту                  | 4–0 (Протокол) | 2–3 (Протокол) |
| Рейнджерс            | 2–6            | Кельн                  | 2–1 (Протокол) | 0–5 (Протокол) |
| Шемрок Роверс        | 0–5            | Університатя (Крайова) | 0–2 (Протокол) | 0–3 (Протокол) |
| Бенфіка              | 4–1            | Локерен                | 2–0 (Протокол) | 2–1 (Протокол) |
| Шльонськ             | 1–7            | Серветт                | 0–2 (Протокол) | 1–5 (Протокол) |
| Валенсія             | 1–0            | Банік (Острава)        | 1–0 (Протокол) | 0–0 (Протокол) |
| Вікінг               | 1–3            | Данді Юнайтед          | 1–3 (Протокол) | 0–0 (Протокол) |
| Вердер               | 8–2            | Браге                  | 2–0 (Протокол) | 6–2 (Протокол) |

## Третій раунд
| Команда 1        | Заг. | Команда 2              | 1-й матч       | 2-й матч            |
| ---------------- | ---- | ---------------------- | -------------- | ------------------- |
| Кельн            | 1–2  | Рома                   | 1–0 (Протокол) | 0–2 (Протокол)      |
| Данді Юнайтед    | 3–2  | Вердер                 | 2–1 (Протокол) | 1–1 (Протокол)      |
| Бордо            | 1–2  | Університатя (Крайова) | 1–0 (Протокол) | 0–2 (дч) (Протокол) |
| Спартак (Москва) | 0–2  | Валенсія               | 0–0 (Протокол) | 0–2 (Протокол)      |
| Цюрих            | 1–5  | Бенфіка                | 1–1 (Протокол) | 0–4 (Протокол)      |
| Андерлехт        | 6–2  | Сараєво                | 6–1 (Протокол) | 0–1 (Протокол)      |
| Серветт          | 3–4  | Богеміанс              | 2–2 (Протокол) | 1–2 (Протокол)      |
| Севілья          | 1–4  | Кайзерслаутерн         | 1–0 (Протокол) | 0–4 (Протокол)      |

## Чвертьфінали
| Команда 1      | Заг.    | Команда 2              | 1-й матч       | 2-й матч       |
| -------------- | ------- | ---------------------- | -------------- | -------------- |
| Кайзерслаутерн | 3–3 (ч) | Університатя (Крайова) | 3–2 (Протокол) | 0–1 (Протокол) |
| Рома           | 2–3     | Бенфіка                | 1–2 (Протокол) | 1–1 (Протокол) |
| Богеміанс      | 1–0     | Данді Юнайтед          | 1–0 (Протокол) | 0–0 (Протокол) |
| Валенсія       | 2–5     | Андерлехт              | 1–2 (Протокол) | 1–3 (Протокол) |

## Півфінали
| Команда 1 | Заг.    | Команда 2              | 1-й матч       | 2-й матч       |
| --------- | ------- | ---------------------- | -------------- | -------------- |
| Богеміанс | 1–4     | Андерлехт              | 0–1 (Протокол) | 1–3 (Протокол) |
| Бенфіка   | 1–1 (ч) | Університатя (Крайова) | 0–0 (Протокол) | 1–1 (Протокол) |

## Фінал

### Перший матч
| 4 травня 1983 |

| Андерлехт         | 1–0      | Бенфіка |
| ----------------- | -------- | ------- |
| Брюлле-Ларсен 30' | Протокол |         |

| Ейзель (Брюссель) Глядачів: 52,694 Арбітр: Богдан Дочев |

### Другий матч
| 18 травня 1983 |

| Бенфіка | 1–1      | Андерлехт  |
| ------- | -------- | ---------- |
| Шеу 32' | Протокол | Лозано 38' |

| Да Луж, (Лісабон) Глядачів: 80,000 Арбітр: Чарльз Корвер |

| Переможець Кубка УЄФА 1982—1983 |
| ------------------------------- |
| Бельгія                         |
| Андерлехт Перший титул          |

## Бомбардири
| Місце | Гравець              | Клуб           | Голи | Зіграно хвилин |
| ----- | -------------------- | -------------- | ---- | -------------- |
| 1     | Зоран Филипович      | Бенфіка        | 8    | 936            |
| 2     | Ервін Ванденберг     | Андерлехт      | 7    | 1017           |
| 3     | Ален Жиресс          | Бордо          | 6    | 570            |
| 4     | Гусреф Мусеміч       | Сараєво        | 5    | 229            |
| 4     | Кеннет Брюлле-Ларсен | Андерлехт      | 5    | 444            |
| 4     | Клаус Аллофс         | Кельн          | 5    | 508            |
| 4     | Норберт Маєр         | Вердер         | 5    | 515            |
| 4     | Мішель Декастель     | Серветт        | 5    | 540            |
| 4     | Ганс-Петер Брігель   | Кайзерслаутерн | 5    | 670            |
| 4     | Таманьїні Нене       | Бенфіка        | 5    | 887            |